# Play (musikalbum av Ed Sheeran)
Play är det kommande åttonde studioalbumet av den brittiska singer-songwritern Ed Sheeran. Albumet är planerat att släppas den 12 september 2025 och har än så länge föregåtts av tre singlar; Azizam, Old Phone och Sapphire.
Efter att ha döpt sina tidigare album efter matematiska symboler i vad Sheeran själv kallade Mathematics-serien, med andra ord +, ×, ÷, = och -, så avslöjade han att hans nästa fem album istället skulle vara döpta efter andra typer av symboler. Play blir därmed den första i den nya albumserien.

## Låtlista[3]
| 1.  | Opening         |      |
| 2.  | Sapphire        | 2:59 |
| 3.  | Azizam          | 2:42 |
| 4.  | Old Phone       | 3:42 |
| 5.  | Symmetry        |      |
| 6.  | Camera          |      |
| 7.  | In Other words  |      |
| 8.  | A Little More   |      |
| 9.  | Slowly          |      |
| 10. | Don't Look Down |      |
| 11. | The Vow         |      |
| 12. | For Always      |      |
| 13. | Heaven          |      |